# Fabio Mollo
Pour les articles homonymes, voir Mollo.
Fabio Mollo, né à Reggio de Calabre le 27 avril 1980, est un scénariste et réalisateur italien.

## Biographie
Né et grandi à Reggio de Calabre, Fabio Mollo part à dix-huit-ans étudier à Londres l'histoire du cinéma. Revenu en Italie, il termine ses études au Centro sperimentale di cinematografia de Rome.
Il commence à travailler comme assistant réalisateur au cinéma et à la télévision. En 2013, il réalise son premier long-métrage Il sud è niente. En 2015, son premier documentaire Vincenzo da Crosia est centré sur l'histoire des apparitions de Crosia (it) de la Vierge Marie. En 2016, il suit l'élaboration de la série télévisée The Young Pope de Paolo Sorrentino pour en tirer un documentaire sur les coulisses de la série. En 2017, son second long-métrage, Le Père d'Italia, sort sur les écrans. Isabella Ragonese emporte un globe d'or avec ce film. La film lui-même emporte un certain nombre de prix au festival du film italien de Villerupt, aux rencontres du  cinéma italien de Toulouse, au festival du cinéma italien de Bastia, et au festival du cinéma italien d'Ajaccio. En 2018, il réalise des films et des séries à la télévision.
En plus de son travail de cinéaste, il enseigne la réalisation cinématographique au cinéma à la Rome University of Fine Arts (RUFA) et depuis 2015 il s'occupe du Filmmaking Lab.

## Filmographie partielle
- 2013 : Il sud è niente (it)[1]
- 2017 : Le Père d'Italia (Il padre d'Italia)[2].
- 2021 : Anni da cane (it)
- 2022 : My Soul Summer (it)
- 2023 : Nata per te (it)